# Bouse
Bouse és una concentració de població designada pel cens dels Estats Units a l'estat d'Arizona. Segons el cens del 2000 tenia 615 habitants.

## Demografia
Segons el cens del 2000, Bouse tenia 615 habitants, 320 habitatges, i 207 famílies La densitat de població era de 23,5 habitants/km².
Dels 320 habitatges en un 6,9% hi vivien nens de menys de 18 anys, en un 57,5% hi vivien parelles casades, en un 5% dones solteres, i en un 35,3% no eren unitats familiars. En el 30,3% dels habitatges hi vivien persones soles el 22,2% de les quals corresponia a persones de 65 anys o més que vivien soles. El nombre mitjà de persones vivint en cada habitatge era d'1,92 i el nombre mitjà de persones que vivien en cada família era de 2,33.
Per edats la població es repartia de la següent manera: un 9,8% tenia menys de 18 anys, un 1,1% entre 18 i 24, un 8,5% entre 25 i 44, un 29,3% de 45 a 60 i un 51,4% 65 anys o més.
L'edat mediana era de 65 anys. Per cada 100 dones de 18 o més anys hi havia 96,1 homes.
La renda mediana per habitatge era de 19.479 $ i la renda mediana per família de 27.935 $. Els homes tenien una renda mediana de 36.250 $ mentre que les dones 20.536 $. La renda per capita de la població era de 13.623 $. Aproximadament el 9,9% de les famílies i el 21% de la població estaven per davall del llindar de pobresa.

## Poblacions properes
El següent diagrama mostra les poblacions més properes.